# Comète de la ceinture principale

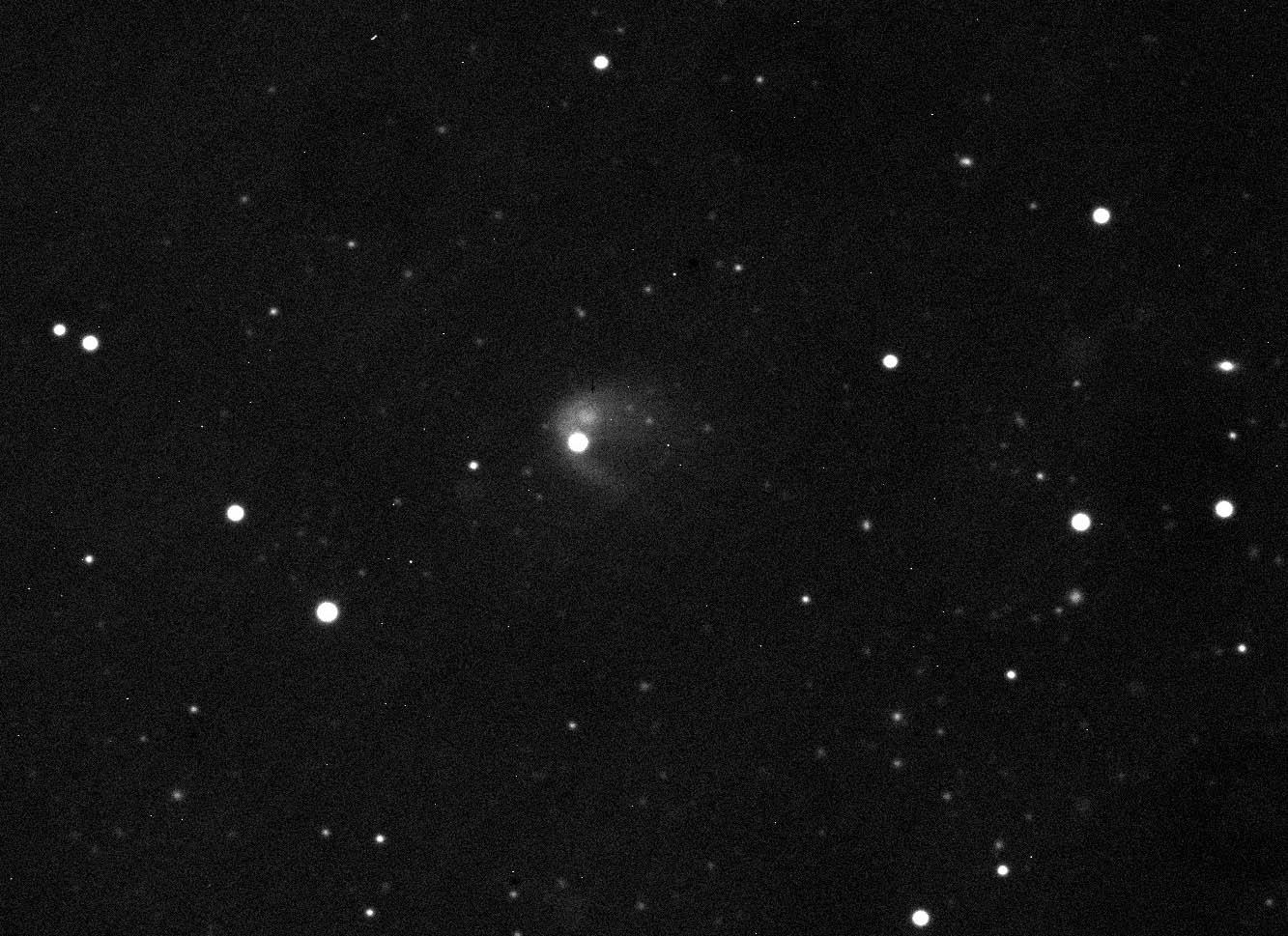
L'astéroïde (596) Scheila qui dévoile son apparence cométaire le 12 décembre 2010.

Une comète de la ceinture principale est un astéroïde appartenant à la ceinture principale et ayant montré une activité cométaire sur une partie de son orbite. Le Jet Propulsion Laboratory définit
ces objets comme un astéroïde dont le demi-grand axe est compris entre 2 au et 3,2 au, et dont le périhélie est supérieur à 1,6 au.

## Orbite

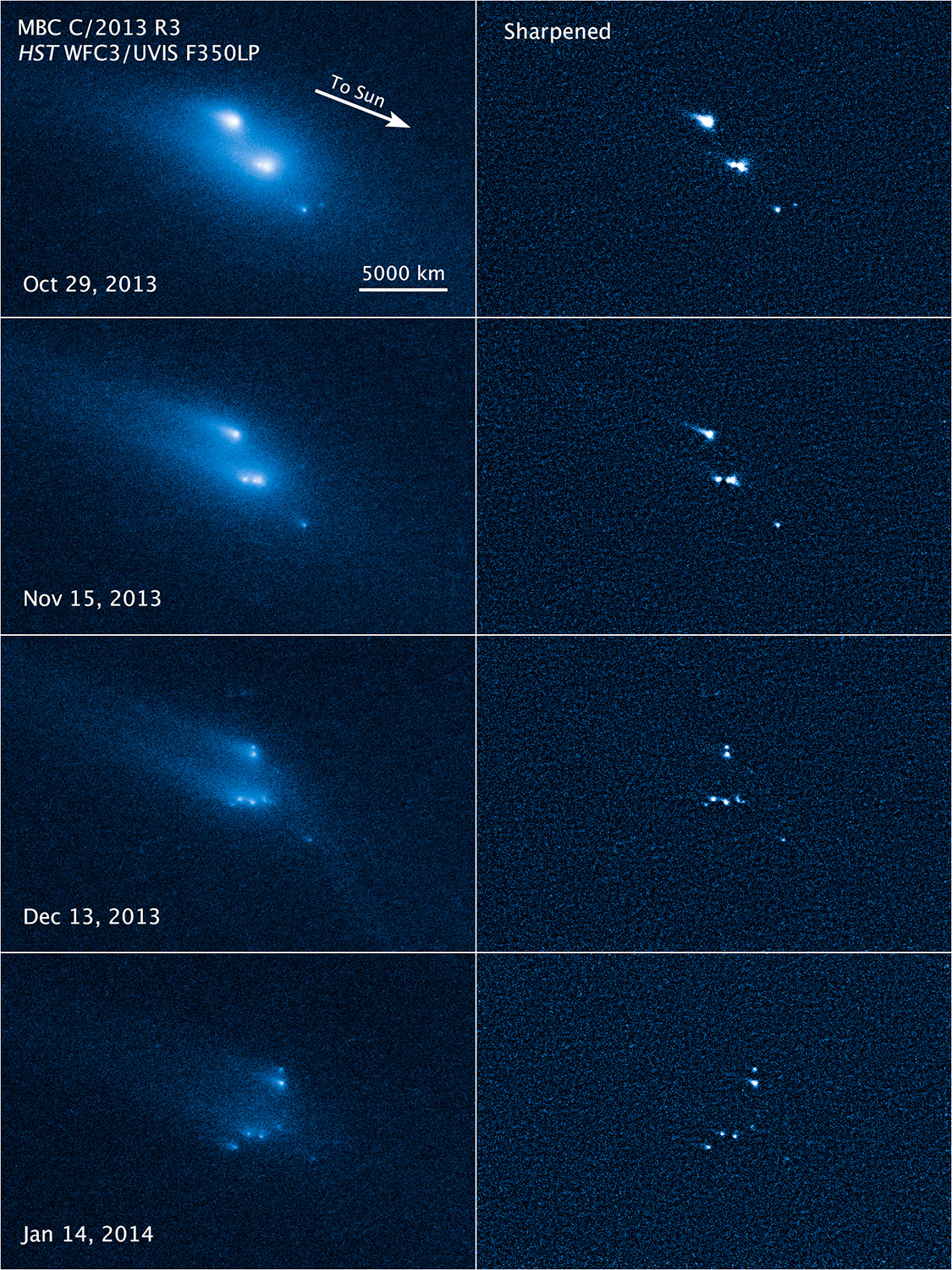
Photos du télescope Hubble : L'astéroïde P/2013 R3 situé dans la ceinture principale s'est désintégré sous l'influence de la force centrifuge. Les 13 fragments présentent une morphologie et une activité cométaire.

À la différence des comètes, dont la majeure partie des orbites se situe à une distance supérieure ou égale à celle de Jupiter, les comètes de la ceinture principale suivent des orbites pratiquement circulaires, similaires aux autres objets de la ceinture (excentricité et inclinaison faibles). Les premiers objets identifiés dans cette catégorie se situent dans la partie externe de la ceinture.
On ignore pour l’instant comment des objets comme les comètes pourraient voir leur excentricité diminuer jusqu’à atteindre l'orbite typique des astéroïdes de la ceinture, qui n’est que peu perturbée par le champ gravitationnel des planètes. Il est donc supposé qu’à la différence des comètes « classiques », ces comètes ne seraient que de simples astéroïdes constitués de glace qui se seraient formés sur une orbite proche de leur position actuelle et que de nombreux autres astéroïdes pourraient présenter les mêmes caractéristiques.

## Activité
Certaines de ces comètes présentent une queue sur une partie de leur orbite proche du périhélie, comme l’a démontré 133P/Elst-Pizarro lors de ses trois derniers périhélies. Cette activité peut durer un ou plusieurs mois sur l’ensemble des cinq ou six années que dure la révolution, et est probablement due à l’affleurement de couches de glace à la suite d'impacts mineurs survenus dans une période allant de 100 à 1000 ans.
Lors de sa découverte en janvier 2010, 354P/LINEAR (alors connu sous la désignation provisoire P/2010 A2) a été nommé et désigné en tant que comète, mais il est aujourd’hui considéré comme le rémanent d’un impact de deux astéroïdes,. L’observation de (596) Scheila a montré que de grandes quantités de poussière ont été éjectées à la suite de l'impact d’un autre astéroïde d’une taille comprise entre 60 et 180 m.

## Intérêt cosmologique
On suppose que ces comètes pourraient être la source de l’eau présente sur Terre étant donné que le ratio deutérium-hydrogène des océans terrestres est trop peu élevé pour que les comètes classiques en soient la source principale. Ces comètes pourraient aussi servir à restreindre notre champ de recherche de la ligne des glaces.

## Membres
Le terme comète de la ceinture principale est une classification basée sur l’orbite et la présence d’une morphologie étendue. Elle n’implique pas que ces objets soient des comètes ou que les matériaux entourant leur noyau ont été éjectés par sublimation comme pour les comètes classiques.
Les objets identifiés comme appartenant à cette classe sont :
| Nom complet           | Hsieh | Jewitt | Demi-grand axe (a) | Périhélie (q) | Date du périhélie |
| --------------------- | ----- | ------ | ------------------ | ------------- | ----------------- |
| 133P/Elst-Pizarro     | ✔️    | ✔️     | 3.15               | 2.64          | 08 février 2013   |
| 176P/LINEAR           | ✔️    | ✔️     | 3.19               | 2.57          | 02 juillet 2011   |
| 238P/Read (P/2005 U1) | ✔️    | ✔️     | 3.16               | 2.36          | 10 mars 2011      |
| 354P/LINEAR           |       | ✔️     | 2.29               | 2.00          | 04 décembre 2009  |
| P/2008 R1 (Garradd)   | ✔️    | ✔️     | 2.72               | 1.79          | 25 janvier 2013   |
| P/2010 R2 (La Sagra)  | ✔️    |        | 3.09               | 2.62          | 25 juin 2010      |
| (596) Scheila         | ✔️    | ✔️     | 2.92               | 2.44          | 19 mai 2012       |